# Schoberpass
Der Schoberpass in der Steiermark ist ein 849 m ü. A. hoher Talpass, der die Niederen Tauern von den Eisenerzer Alpen trennt. Er bildet die Wasserscheide zwischen Palten (Enns) und Liesing (Mur), deren gemeinsame Talfurche heute im Schoberpass kulminiert. Als typische Talwasserscheide zeichnet sich der Übergang im Gelände kaum ab.

## Bedeutung
Der Pass war seit alters her ein wichtiger Verkehrsweg und ist – neben der Route entlang der Donau über Wien und Budapest – die bedeutendste Verbindung von Nordwesteuropa über den Balkan nach Südosteuropa. Außerdem stellt er die wichtigste innerösterreichische Verbindung Westösterreich – Südösterreich dar.
Über den Pass verlaufen die Rudolfsbahn, die Schoberpass Straße B 113 und die Pyhrn Autobahn A9, welche die im Ort Wald am Schoberpaß gelegene Passhöhe im Waldtunnel durchfährt. In der 2. Hälfte des 20. Jahrhunderts markierte der Pass die berüchtigte Gastarbeiterroute. 
Nach dem Brennerpass ist der Schoberpass mit rund 1,4 Mio. LKW pro Jahr der wichtigste Alpenpass im Güterverkehr. Im Alpentransit hat der Pass in den Jahren seit den Jugoslawienkriegen gegenüber den Routen, die die Alpen komplett im Nordosten umgehen, an Bedeutung verloren.

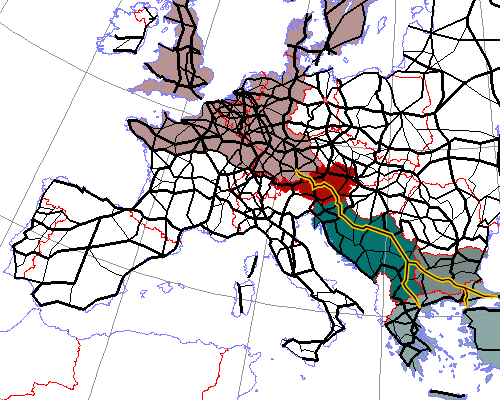
Einzugsgebiet des Schoberpasses, mit Quell-, Ziel- und Transitstaaten (der Gastarbeiterroute der 1970er, ohne ehem. Ostblock)